# Vilamoura
Vilamoura è una città del Portogallo nel comune di Loulé, nel distretto di Algarve, celebre per la sua marina. Nel 1984 ha ospitato il campionato mondiale di vela classe star.

## La marina
La capacità della marina di Vilamoura è di circa 1000 battelli.

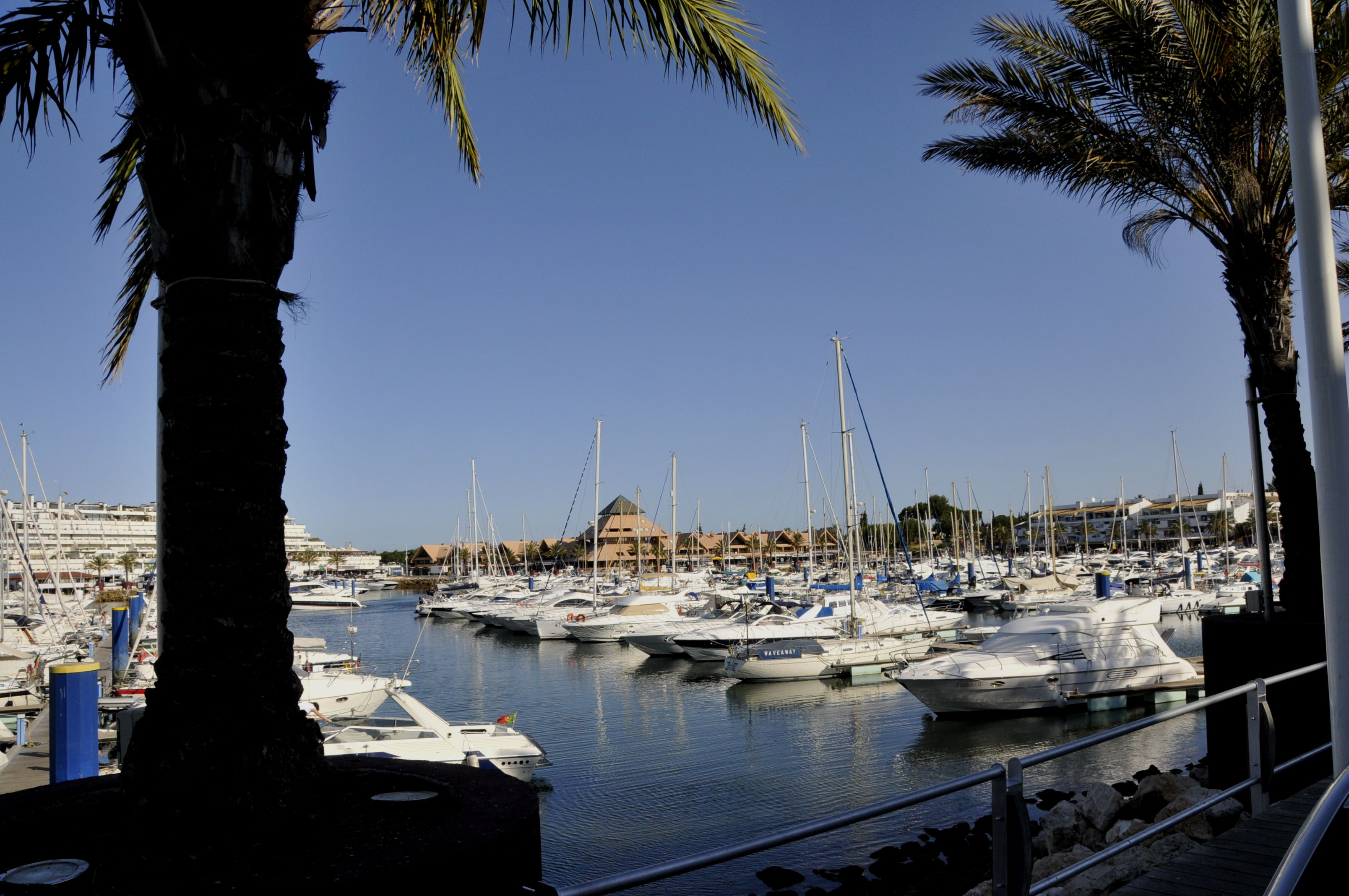
La marina di Vilamoura